# Pokrowsk (Ukraina)
Pokrowsk (ukr. Покровськ) – miasto na Ukrainie, w obwodzie donieckim, w Donieckim Zagłębiu Węglowym. Do 1934 roku nosiło nazwę Griszyno (ukr. Гришине), w latach 1934–1938 Postyszewo (ukr. Постишеве), w latach 1938–1962 Krasnoarmijśkie (ukr. Красноармійське), w latach 1962–2016 Krasnoarmijśk (ukr. Красноармійськ).

## Historia

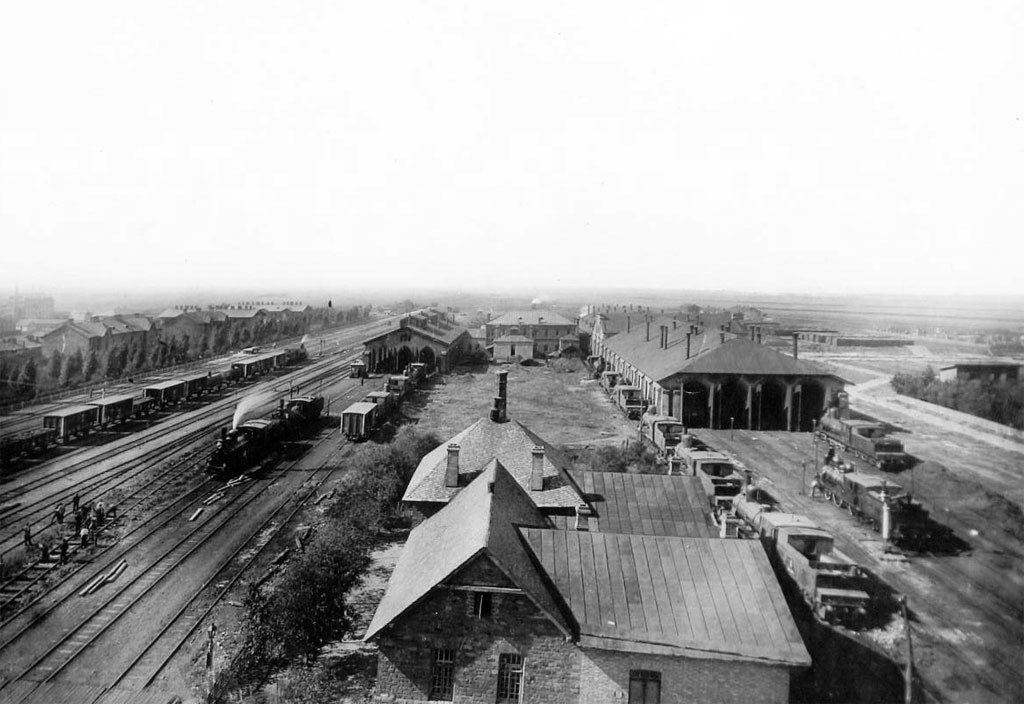
Stacja kolejowa na przełomie XIX i XX wieku

Miejscowość została założona w 1884 w Imperium Rosyjskim jako stacja kolejowa. W latach 80. XIX wieku wybudowano tu parowozownię. W maju 1920 zaczęła wychodzić lokalna gazeta. Prawa miejskie ma od 1938.
Podczas II wojny światowej (od 19 października 1941 do 7 września 1943) było okupowane przez wojska niemieckie. W mieście znajdowały się nazistowskie więzienie, karny obóz pracy przymusowej i podobóz obozu jenieckiego Stalag 378.
W 1952 istniało tu kilka przedsiębiorstw przemysłowych, kopalni węgla, jedna Stacja Maszynowo-Traktorowa, kino, 13 szkół, trzy kluby i biblioteki. W 1954 r. zbudowano fabrykę silników elektrycznych, w 1957 r. – fabrykę mechaniczną, w 1959 r. – fabrykę domów, utworzono szkołę pedagogiczną, szkołę górniczą i oddział Donieckiego Instytutu Politechnicznego. W 1967 r. otwarto muzeum historyczne. W 1989 miasto liczyło 72,9 tys. mieszkańców. W lipcu 1995 r. Rząd Ukrainy zezwolił na sprzedaż piekarni miejskiej.
3 października 2014 r. Ministerstwo Edukacji i Nauki Ukrainy zarządziło przeprowadzkę do Pokrowska mającego siedzibę w Doniecku Donieckiego Narodowego Uniwersytetu Technicznego. Jednak znaczna część studentów i nauczycieli pozostała w Doniecku i uniwersytet kontynuuje pracę w Doniecku

### Inwazja Rosji na Ukrainę

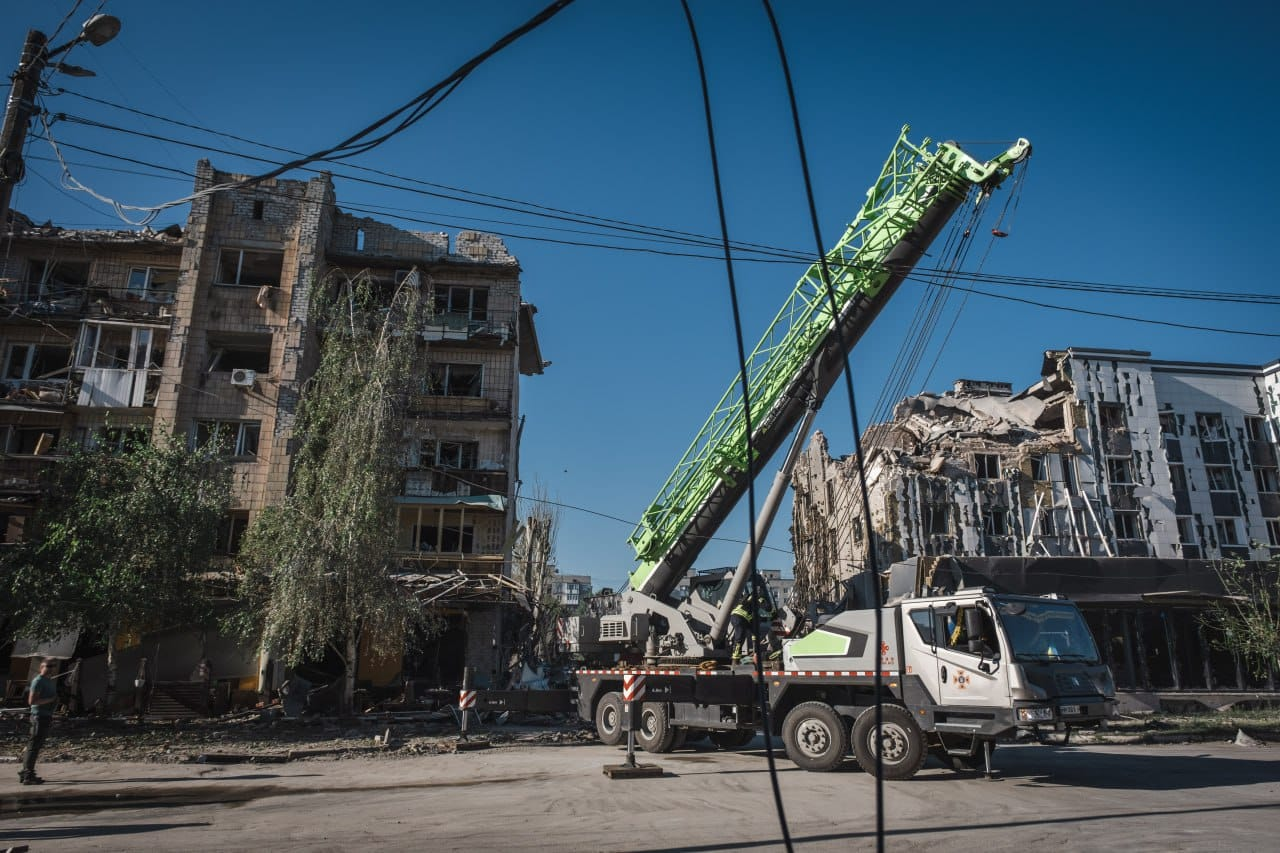
Skutki rosyjskiego ataku na Pokrowsk, sierpień 2023

W 2024 roku, podczas wojny rosyjsko-ukraińskiej, do miasta zaczęły zbliżać się wojska rosyjskie. W związku z przygotowywaniem Pokrowska do obrony, jego mieszkańcy zostali wezwani do ewakuacji. W połowie 2025 r. miasto oraz drogi dojazdowe do niego znajdowało się już w zasięgu rosyjskich dronów bojowych (amunicji krążącej wykorzystującej techniki First Person View) i pozostało w nim już tylko około dwóch tysięcy cywilów.

## Demografia
- 2013 – 64 895[17]
- 2019 – 62 449[18]
- 2021 – 61 161[19]
- 4 września 2024 – 26 tys. (1076 dzieci)[20]
- 2 sierpnia 2025 – 1350[21]

## Transport
W mieście znajduje się węzeł kolejowy.